# Až na konec světa
Až na konec světa (v anglickém originále The Dead Don't Hurt) je kanadská westernová romance Viggo Mortensena.

## Příběh
Samotářský tesař Holger Olsen (Viggo Mortensen) potkává v 60. letech 19. století v San Franciscu svobodomyslnou, ale nešťastně zasnoubenou Vivienne (Vicky Krieps). Společně uprchnou do nevadské divočiny, aby začali nový život. Oba ovšem pronásleduje stín minulosti malého městečka, které dostihla zlatá horečka. A rovněž zájem místního zbohatlíka, jeho šíleného syna a zkorumpovaného starosty. Olsen opouští Vivienne kvůli účasti v občanské válce a boji za to, co je správné. Jako samostatná žena se začne živit sama, zvelebovat nehostinné místo jejich domova. Neštěstí však na sebe nenechají dlouho čekat.

## Produkce
Film napsal a režíroval herec a režisér Viggo Mortensen, který rovněž k filmu složil hudbu. Snímek Mortensen osobně uvedl na karlovarském filmovém festivalu v roce 2024.